# رودولفو نين نوفوا
رودولفو نين نوفوا (بالإسبانية: Rodolfo Nin Novoa) (ولد يوم 25 يناير 1948) نائب سابق لرئيس جمهورية أوروغواي (2005-2010) ورئيس حزب التحالف التقدمي. يشغل حالياً منصب وزير الخارجية للبلاد.

## خلفية
ولد في عائلة مختلطة أرمينية-إسبانية وكان تعليمه كاثوليكي تقليدي. أصبح عضواً في الحزب الوطني وعمدة في إدارة سيرو لارغو. انضم في عام 1994 إلى الجبهة الواسعة. ومن ضمن القضايا التي ارتبط بها نين نوفوا كانت الجهود الناجحة لمنع خصخصة إمدادات المياه وغيرها من الخدمات.

## نائب لرئيس جمهورية

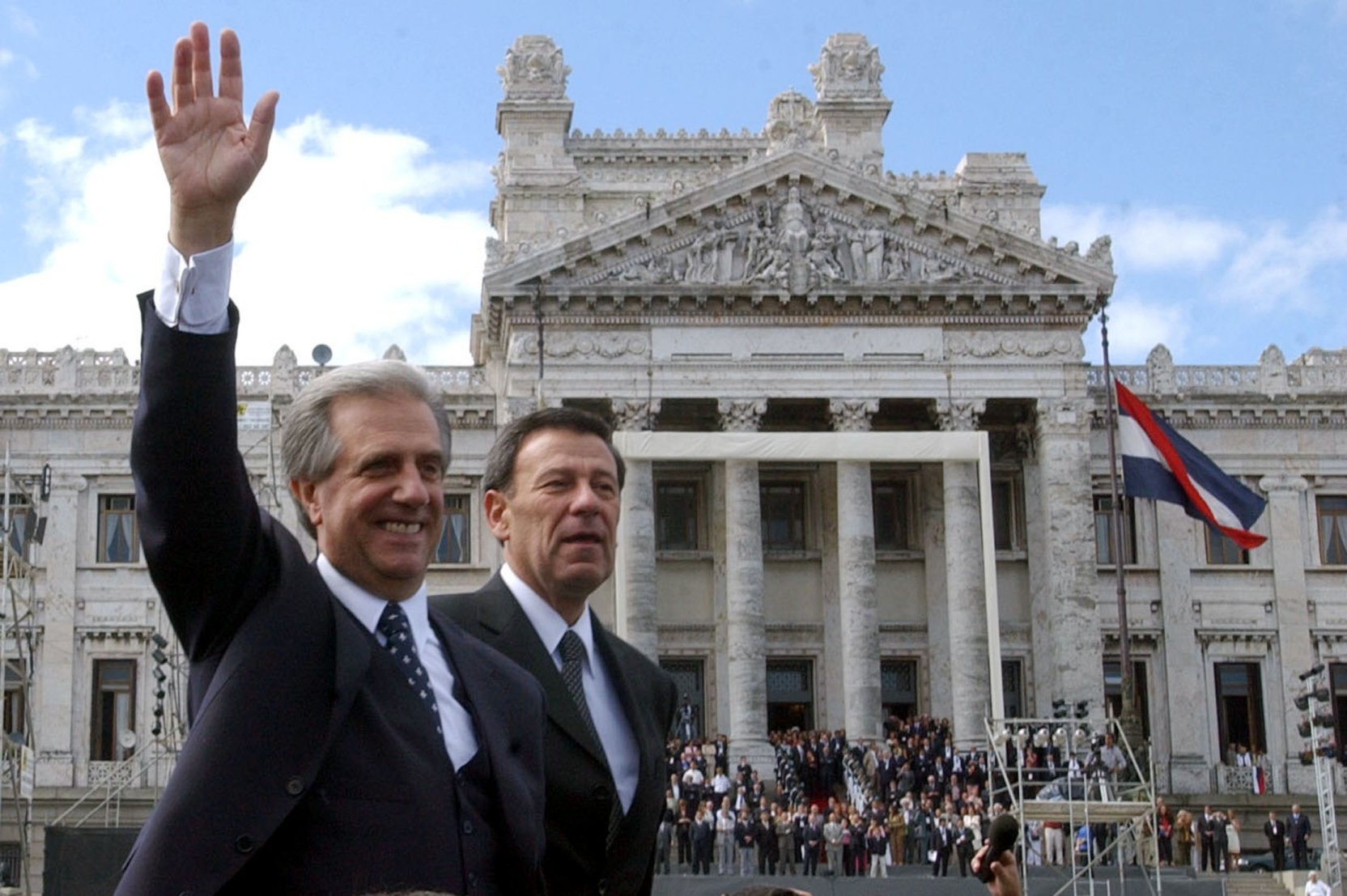
تاباري فازكيز ورودولفو نين في حفل تنصيب الرئيس

كان نين نوفوا نائب رئيس أوروغواي من عام 2005 إلى عام 2010 تحت عهد الرئيس تاباري فازكيز وخلف لويس أنطونيو لوبيز هييرو في هذا المنصب.
تلقى أخو نين جونزالو نين نوفوا، الذي كان يشغل منصب وزير الدفاع في عهده، تغطية إعلامية واسة  حول مختلف القضايا بما فيهم قضية مشتريات قسم الدفاع. وبحلول نهاية عام 2007 كانوا الإخوة نين يواجهون العداء من زملائهم في الجبهة الواسعة، بما فيهم خوان دومينغيز وغيرهم.

### ارتباطات لسياسية معقدة
وجود نين في حكومة فازكيز دليل على تنوع الإتجاهات السياسية في النظام الحاكم، فحزب «التحالف التقدمي» الذي يرأسه يعد أحد أكثر الأحزاب اليمينية في ائتلاف «الجبهة الواسعة» وفي نفس الوقت يعد جزء من جبهة "Liber Seregni" التي تشمل ايضاً احزاء ذات اتجاه يساري.